# Шевченко, Денис Валерьевич
Денис Валерьевич Шевченко (укр. Денис Валерійович Шевченко, позывной — Химик; 11 января 1999, Сахновщина — 6 декабря 2023, Ямполь) — украинский военнослужащий, капитан, участник российско-украинской войны. Герой Украины (2024, посмертно).

## Биография
Родился 11 января 1999 года в посёлке Сахновщина Харьковской области. С юных лет увлекался спортом: занимался тхэквондо и триатлоном, входил в сборную команду Украины, становился призёром национальных и международных соревнований.
В 2016 году поступил на командно-штабной факультет Национальной академии Национальной гвардии Украины, а через год — на заочное отделение Харьковского университета внутренних дел.
После окончания академии в 2020 году был распределён в 1-ю Президентскую бригаду оперативного назначения Национальной гвардии Украины.
С началом полномасштабного вторжения России в Украину в 2022 году командовал ротой, участвовал в боях в Киевской, Харьковской и Луганской областях. Во время оборонительных боёв в Серебрянском лесничестве получил тяжёлое осколочное ранение в поясницу. После нескольких операций, несмотря на возможность увольнения по состоянию здоровья, вернулся в строй.
Погиб 6 декабря 2023 года в результате миномётного обстрела в районе населённого пункта Ямполь Донецкой области. Похоронен с воинскими почестями 12 декабря 2023 года в селе Лиговка Берестинского района Харьковской области, где проживают его бабушка, дедушка и родители.

## Награды
- Звание «Герой Украины» с удостоением ордена «Золотая Звезда» (28 июня 2024, посмертно) — за личное мужество и героизм, проявленные в защите государственного суверенитета и территориальной целостности Украины, верность военной присяге[1].